# Idioctis parilarilao
Espèce
Idioctis parilarilao est une espèce d'araignées mygalomorphes de la famille des Barychelidae.

## Distribution
Cette espèce est endémique de Taïwan. Elle se rencontre dans le parc national de Kenting et sur Ludao.

## Description
La femelle holotype mesure 11,9 mm.

## Systématique et taxinomie
Cette espèce a été décrite par Yu, Lo, Cheng, Raven et Kuntner en 2023.

## Publication originale
- Yu, Lo, Cheng, Raven & Kuntner, 2023 : « Discovery of a new intertidal trapdoor spider of the genus Idioctis (Araneae: Barychelidae), with a generic range extension to Taiwan. » The Journal of Arachnology, vol. 51, no 2, p. 238-248.